# 可朱渾天元
可朱渾天元（？—559年），鮮卑人，可朱渾氏，東魏、北齊大臣。
北魏朔州刺史樂陵公可朱渾昌（字買奴）之子，北齊太傅太師扶風忠烈王可朱渾元（字道元）之弟。有領兵作戰的才能，擅長弓馬騎射，封昌陽縣伯。北齊天保初年，為殿中、七兵二尚書。去世，贈都督、滄州刺史，謚號為恭武。